# Óscar Tordera Iñesta
Óscar Tordera Iñesta (Alicante, 1899 - 1972) fue un maestro concertador y compositor español.

## Biografía
Su temprana vocación musical le empujó a realizar los primeros aprendizajes de violín y piano en su ciudad natal, Alicante. Cuando sólo contaba con 14 años, de la mano de su profesora de música Doña Ángeles Espinosa dio su primer concierto de violín en la concatedral de San Nicolás de Bari de Alicante, marchando a Madrid a los 17 años para ampliar sus conocimientos musicales. Cursó estudios de armonía, dirección y composición en el Real Conservatorio de Música de Madrid, contando entre sus profesores con Don Conrado del Campo. 
Desde el año 1922 fue músico del teatro Apolo de Madrid siendo compañero de atril de Jacinto Guerrero, con quien mantuvo una entrañable amistad durante toda su vida. Posteriormente formó parte, como maestro concertador, de varias compañías, entre ellas la de Pedro Barreto, dirigiéndola en Madrid y en las principales ciudades de España.
Ya de regreso a Alicante se estableció en Crevillente como maestro de música y creó una escuela a instancias del Ayuntamiento. Al mismo tiempo fundó un cuadro infantil en el que la cultura musical era parte de una visión de la formación y educación de la persona para la sociedad.
Gran admirador de las voces crevillentinas aportó su conocimiento a la actividad coral formando parte en la creación de “Los Rabinos” y colaborando en la dirección de diversas corales de la población como la Crevillentina o la de Alfombras Imperial. Entre su obra se encuentran canciones tan vinculadas a esta población como “L´Estoreta”, “Mujer Crevillentina”, “Entre Naranjos”, “Habanera del Pinet”, etc. Como consecuencia de esta estrecha relación, Óscar Tordera establece unos fuertes vínculos con este pueblo, cuna de música, voces y tradiciones musicales.
En 1941 fue contratado por el Ayuntamiento de Bañeres como maestro y director de música, donde también creó escuela y dirigió la banda municipal de la localidad: La Filarmónica, cuyos ensayos se realizaban en la placeta de la Malva (actual número 9). Además, en aquella época, bajo la dirección de Tordera se organizó una compañía de zarzuelas con los aficionados del teatro y los propios músicos de la banda.

## Composiciones
Para Bañeres escribió, entre otras composiciones perdidas en los años, un himno que todavía es interpretado por las bandas y coros de esta localidad del que recientemente se han recuperado los apuntes originales de su partitura: el “Himno a Banyeres”, con letra de D. José Berenguer.
Por su carácter, siempre gustó de la música con raíces festeras y populares creando piezas de marcha y pasodobles, tanto para las comparsas de moros y cristianos de Bañeres, como para algunas de las poblaciones de la comarca. Cabe destacar el pasodoble “El Sastre”, que compuso para la comparsa de Contrabandistas de Bocairente. Esta pieza musical tan conocida en la localidad vecina, ya que es un “clásico” en sus fiestas, la dedicó al sastre Montagud, conocido popularmente como “Paireles”, con quien tenía una gran amistad, motivo por el que también escribió y brindó su conocido estribillo.
Dada su relación familiar con la cultura alicantina y valencianista (Francisco Tordera i Lledó, 1826-1889, uno de los precursores del teatro alicantino en valenciano) y su propensión a la música popular, mantuvo una constante proximidad con los músicos alicantinos más vinculados a la música del mundo “foguerer”, entre ellos los maestros: José Ferrándiz Torremocha, Torregrosa, Alfosea, Davia, etc. Escribió pasodobles para la hoguera del barrio de Santa Isabel: “La que més pita”, con letra de Ferrándiz Torremocha, “Els chics de la comissió” para la hoguera de Pérez Galdós, “Altossano”, “Nit de llamps i trons” y “Noche en la Alhambra”, con sabor morisco, tan del agrado de grandes compositores. Así mismo es autor de las partituras de los sainetes líricos “Regal de Mare” y “La Cigarrera”.